# Carl Bergmann
Pour les articles homonymes, voir Carl Bergmann (chef d'orchestre) et Bergmann.
Carl Georg Lucas Christian Bergmann, né à Göttingen le 18 mai 1814 et mort à Genève le 30 avril 1865, est un biologiste, un anatomiste et un physiologiste allemand, connu pour avoir énoncé la règle de Bergmann.

## Biographie
Carl Georg Lucas Christian Bergmann obtient en 1838 un doctorat en médecine à l'Université de Göttingen. Bergmann est ensuite chargé de cours à la même Université de Göttingen, puis y est nommé, en 1843, professeur extraordinaire. Il devient ensuite, le 2 octobre 1852, professeur ordinaire d'anatomie et de physiologie et membre de la commission médicale à l'Université de Rostock. En 1861, il est désigné « Obermedicinalrath » (l'équivalent du ministre de la Santé). Entre 1839 et 1862, il publie une série d'études en anatomie comparée dans Archiv für Anatomie, Physiologie und wissenschaftliche Medicin, alors édité par Johannes Peter Müller (1801 - 1858).
Il meurt à Genève le 30 avril 1865, juste après son retour de Menton, où il avait passé l'hiver pour essayer de ménager une santé déclinante.